# Morchies Australian Cemetery
Le Morchies Australian Cemetery est l'un des deux cimetières militaires de la Première Guerre mondiale situés sur le territoire de la commune de Morchies, Pas-de-Calais. Le second est Morchies Military Cemetery jouxtant le cimetière communal.

## Localisation
Ce cimetière est situé juste à l'entrée sud du village, rue Nationale.

## Historique

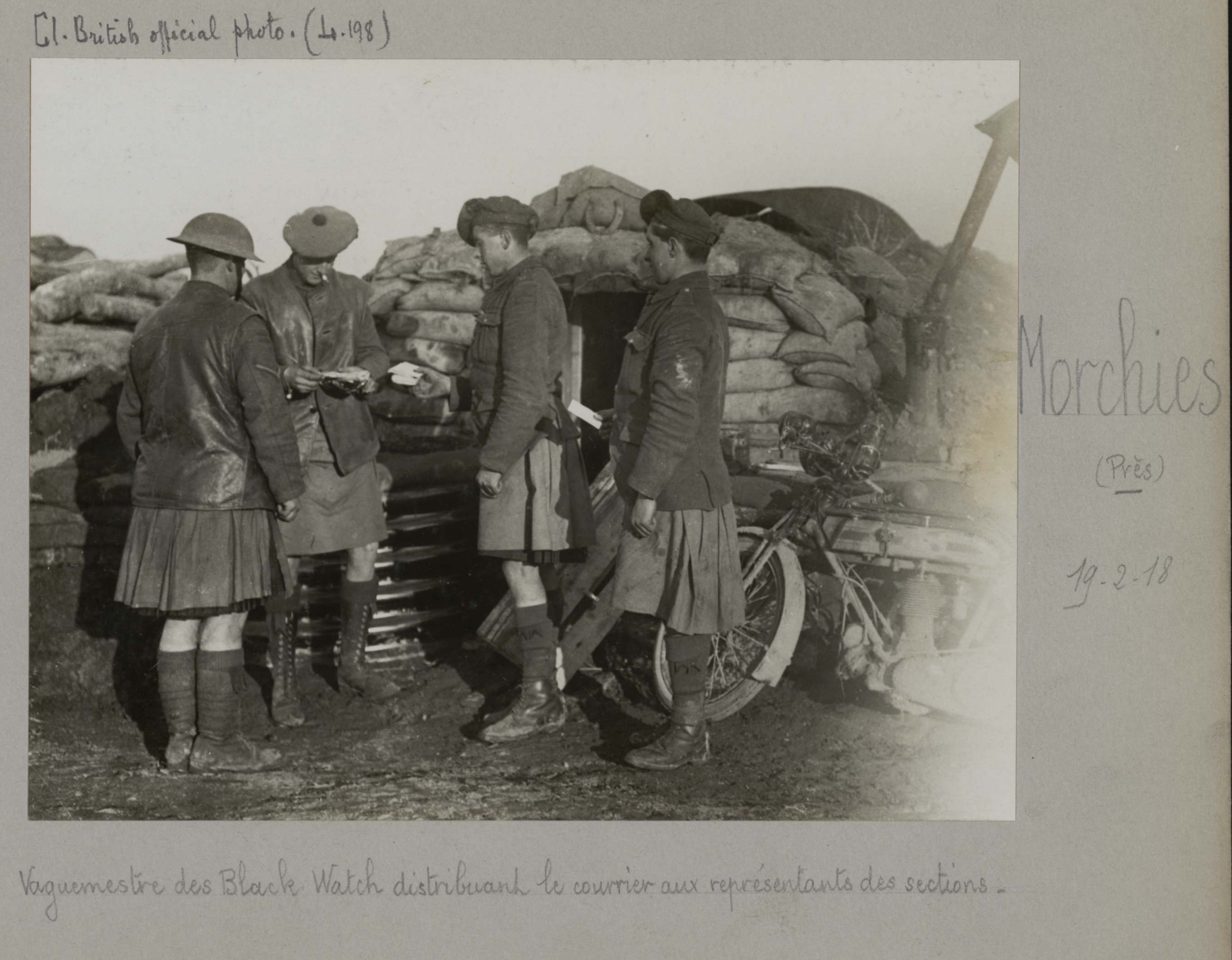
Les soldats écossais recevant du courrier à Morchies en 1918.

Le village de Morchies a été occupé par les Allemands dès fin août 1914 et est resté loin du front jusqu'en mars 1917, date à laquelle il a été occupé par les forces du Commonwealth le 19 mars 1917, à la suite du retrait allemand sur la ligne Hindenburg .
Il a été repris par les Allemands le 23 mars 1918 et a été définitivement repris en septembre 1918.
Le village a ensuite été « adopté » par le district urbain de Barking. Le cimetière australien de Morchies a été commencé par des unités australiennes à la fin du mois de mars 1917, utilisé jusqu’à la fin du mois d’avril et continué lors des combats de septembre 1918.

## Caractéristique
Ce cimetière comporte les tombes de 61 victimes du Commonwealth de la Première Guerre mondiale, dont une non identifiée et une tombe d'un soldat allemand.

## Galerie

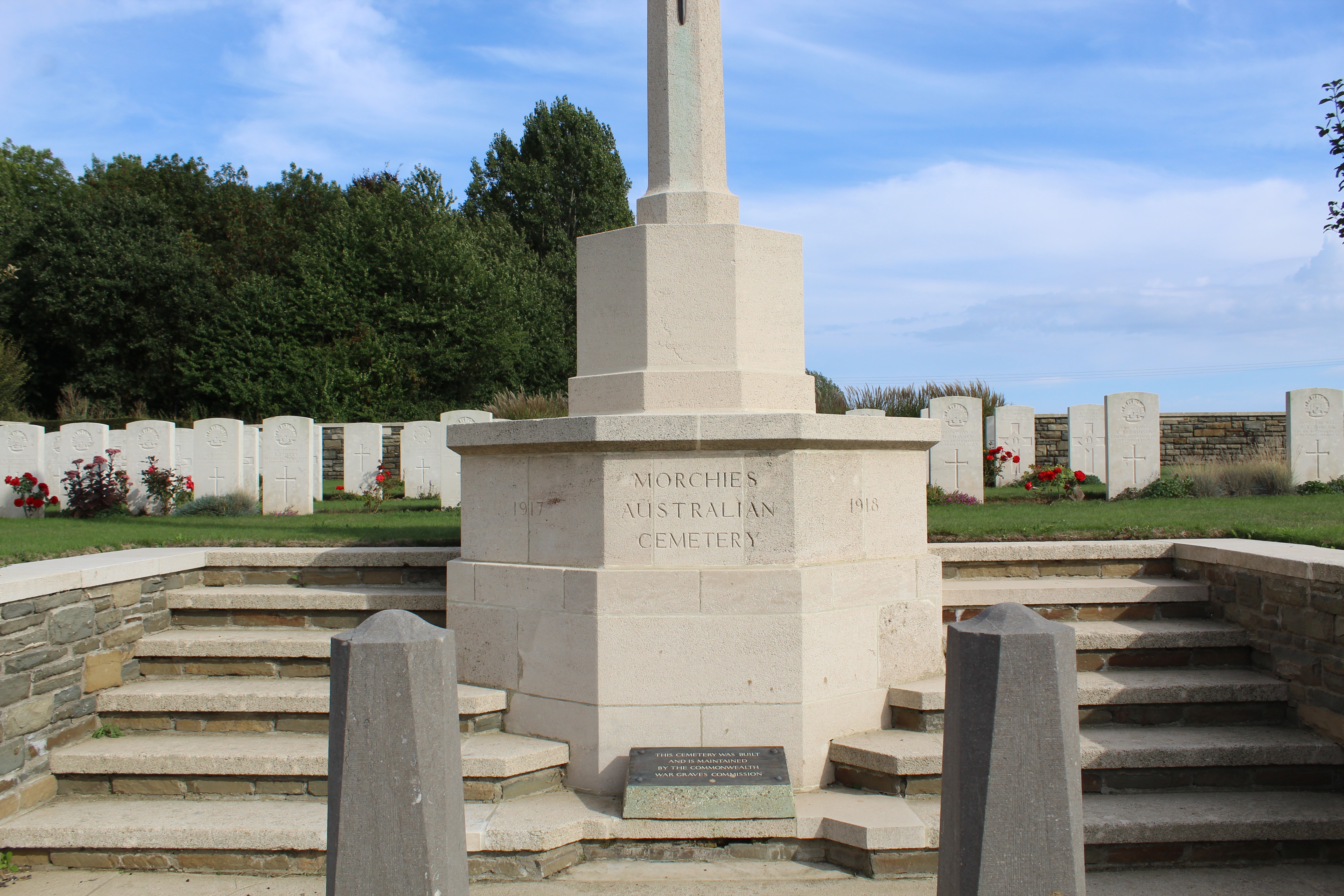
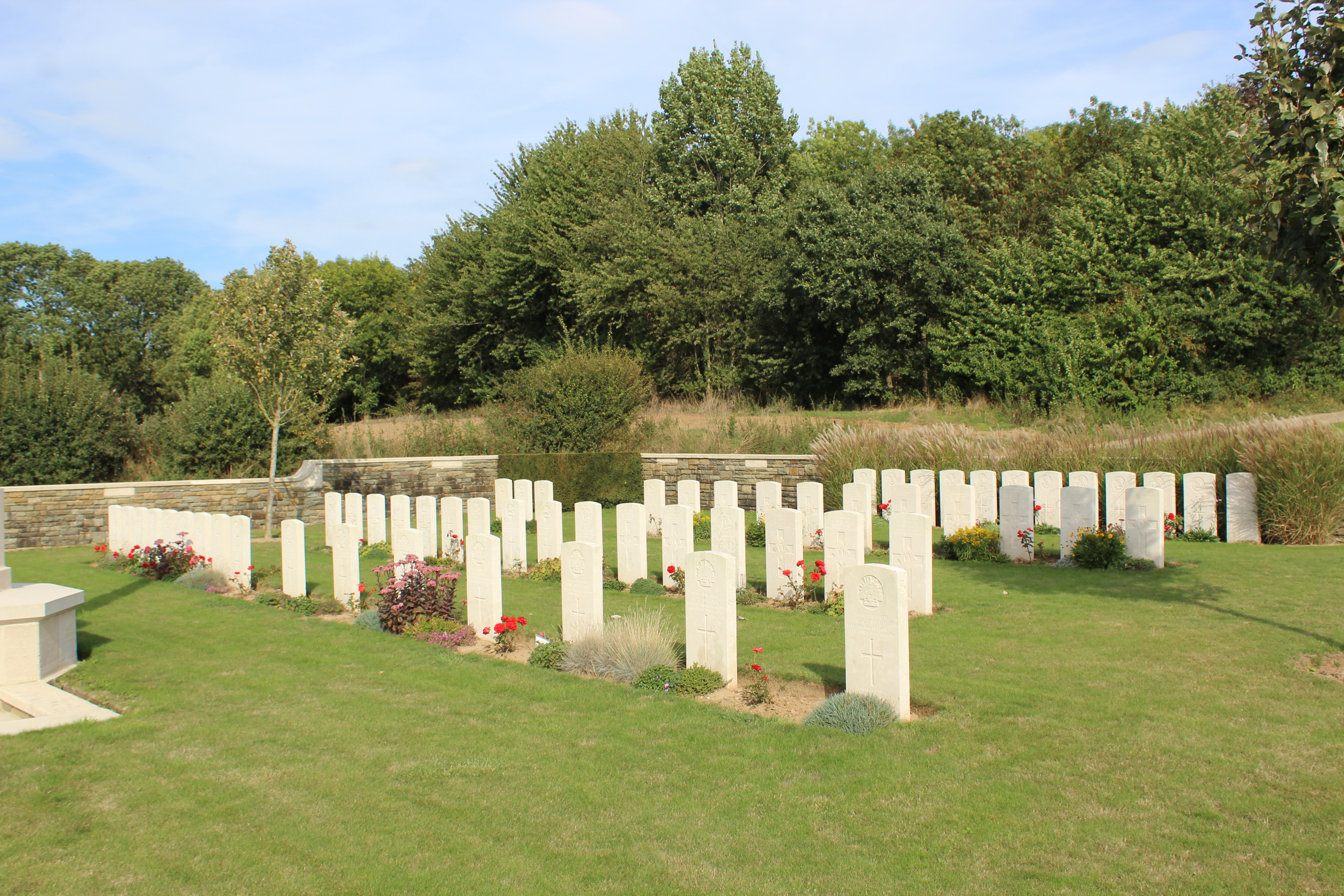
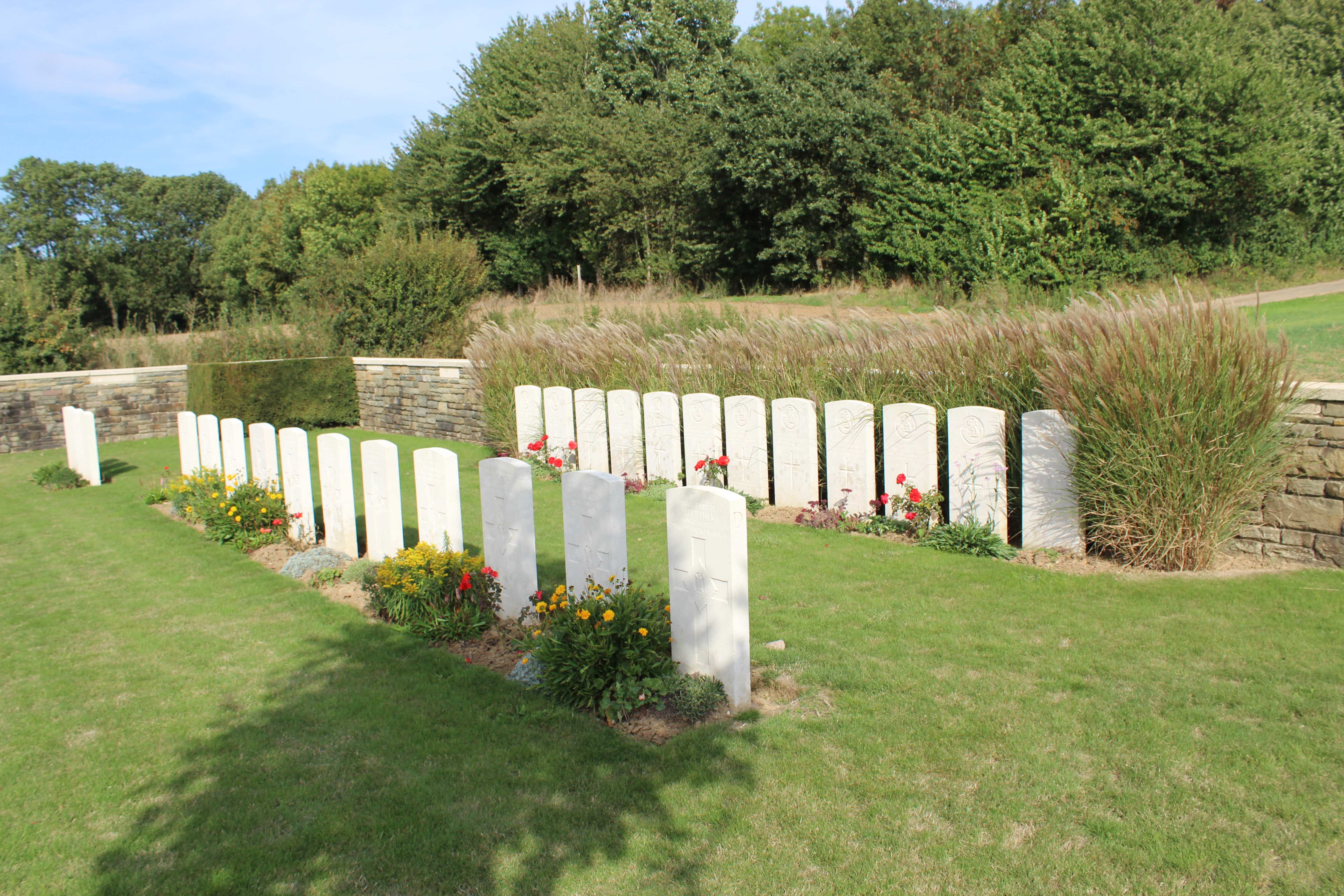

## Sépultures
| Pays        | Sépultures |
| ----------- | ---------- |
| Royaume-Uni | 41         |
| Australie   | 20         |
| Allemagne   | 1          |
| Total       | 62         |

## Pour approfondir